# یوزف اسپرویت
یوزف اسپرویت (انگلیسی: Jozef Spruyt؛ زادهٔ ۲۵ فوریهٔ ۱۹۴۳) دوچرخه‌سوار اهل بلژیک است.
از باشگاه‌هایی که در آن بازی کرده‌است می‌توان به مولتنی، تیم دوچرخه‌سواری مرسیه، و فائمینو–فائما اشاره کرد.